# Johnny Sins
Steven Wolfe, művésznevén Johnny Sins (Pittsburgh, 1978. december 31. –) amerikai pornószínész, rendező és Youtuber, aki leginkább kopaszságáról és izmos fizikumáról híres. Egyike a legismertebb és legkeresettebb férfi pornószínészeknek, valamint a pornográf tartalmú internetes mémek gyakori szereplője. Karrierje során körülbelül 2300 videóban szerepelt. Számos díjat és jelölést kapott, többek között háromszor nyerte el az "AVN Awards for Male Performer of the Year" (kb. az év férfi pornószínésze) díjat. Korábbi felesége, Kissa Sins szintén pornószínésznő.